# Koome (ostrov)
Koome je ostrov na Viktoriině jezeře, patřící k Ugandě. Nachází se asi 23 kilometrů jihovýchodně od Entebbe. 
Ostrov Koome je součástí distriktu Mukono. Geograficky patří k souostroví Ssese, od západní části tohoto souostroví ho odděluje průliv Koome. Ostrov má nepravidelný tvar, s mnoha poloostrovy. Od západ na východu měří 14 kilometrů, od jihu na sever pak 12 kilometrů. Nadmořská výška se pohybuje okolo 1200 metrů nad mořem.
Největší obec na ostrov se nazývá Bugombe, v západní části se nachází obec Nyende.

## Ekonomika
Nedaleko Bugombe je zdravotnické středisko. Banka PostBank Uganda má na ostrově svou pobočku. Většina obyvatel se živí rybolovem (nejčastěji se loví nilský okoun), většina ryb je prodávána. Zbytek obyvatel živí zemědělství, těžba dříví nebo turistický ruch (na ostrově jsou pláže, na sousedním ostrově Ngamba se nachází šimpanzí rezervace).
Dopravu zajišťují lodě, letiště na ostrově. Nejbližší letiště se nachází na nedalekém ostrově Bulago, případně v Entebbe.

## Sousední ostrovy
- Nsadzi (západně od Koome)
- Ngamba (šimpanzí ostrov, západně od Koome)
- Bulago (severozápadně od Koome)[4]
- Damba (severně od Koome)
- Několik menších ostrůvků[1]